# Java-Zwergfledermaus
Die Java-Zwergfledermaus (Pipistrellus javanicus) ist eine Fledermaus in der Familie der Glattnasen mit einem weiten Verbreitungsgebiet im Süden Asiens. Der deutsche und der wissenschaftliche Name beziehen sich auf die indonesische Insel Java, wo das Typexemplar aufgefunden wurde.

## Merkmale
Diese Fledermaus erreicht eine Gesamtlänge von 75 bis 90 mm, inklusive eines 29 bis 37 mm langen Schwanzes sowie ein Gewicht von 4 bis 7 g. Sie hat 32 bis 37 mm lange Unterarme, 7 bis 10 mm lange Hinterfüße und 10 bis 13 mm lange Ohren. Die Haare der Oberseite sind nahe der Wurzel stark dunkelbraun und im weiteren Verlauf nur etwas heller. Das Fell der Unterseite ist allgemein heller mit gleichfalls dunkler Haarbasis. Der schmale Tragus im Ohr hat eine abgerundete Spitze. Weiterhin ist der abgeplattete Kopf durch eine breite Schnauze gekennzeichnet. Die oberen Eckzähne besitzen doppelte Kuppen.

## Verbreitung und Lebensweise
Das Verbreitungsgebiet der Java-Zwergfledermaus reicht vom Osten Afghanistans entlang des südlichen Himalayas bis zum südostasiatischen Festland und weiter über die Malaiische Halbinsel sowie die indonesischen Inseln bis zu den Philippinen und nach Timor. Separate Populationen leben in zentralen Bereichen Indiens. Die Art hält sich im Flachland und in Gebirgen bis 2380 Meter Höhe auf. Sie lebt in verschiedenartigen Wäldern und in Kulturlandschaften.
Die Java-Zwergfledermaus ruht in Baumhöhlen, unter teilweise abgelöster Baumrinde, in Felsspalten, in Mauerspalten oder in Gebäuden. Oft wird das Versteck von einer kleineren Gruppe genutzt. Die Tiere beginnen ihre Jagd auf fliegende Insekten zeitig am Abend. Bei Weibchen kommen jährlich bis zu drei Würfe vor, die meist aus Zwillingen bestehen. Die Java-Zwergfledermaus orientiert sich mit Hilfe der Echoortung.

## Status
Regional begrenzt können sich Waldrodungen und Störungen am Ruheplatz negativ auf den Bestand auswirken. Die IUCN listet die Java-Zwergfledermaus als nicht gefährdet (Least Concern).

## Belege
1. ↑  Pipistrellus javanicus. In: Don E. Wilson, DeeAnn M. Reeder (Hrsg.): Mammal Species of the World. A taxonomic and geographic Reference. 2 Bände. 3. Auflage. Johns Hopkins University Press, Baltimore MD 2005, ISBN 0-8018-8221-4.
2. 1 2  Heaney et al.: Pipistrellus javanicus. In: Synopsis of Philippine Mammals. The Field Museum, Chicago, 2010, abgerufen am 21. Januar 2018 (englisch).
3. ↑  Francis & Barrett: A Field Guide to the Mammals of South-East Asia. New Holland Publishers, 2008, ISBN 978-1-84537-735-9, S. 237 (Pipistrellus javanicus).
4. 1 2 3  Pipistrellus javanicus in der Roten Liste gefährdeter Arten der IUCN 2017. Eingestellt von: Francis, C., Rosell-Ambal, G., Tabaranza, B., Heaney, L., Molur, S. & Srinivasulu, C., 2008. Abgerufen am 21. Januar 2018.